# کناریک آلکسانیان
کناریک آنانیکی آلکسانیان (ارمنی: Քնարիկ Անանիկի Ալեքսանյան؛ انگلیسی: Knarik Alexanyan؛ ۹ دسامبر ۱۹۵۲) سرطان‌شناس و زیست‌شیمی‌دان اهل ارمنستان است.

## زندگی‌نامه
وی در ۹ دسامبر ۱۹۵۲ در ایروان به دنیا آمد و از دانشگاه پزشکی دولتی ایروان فارغ‌التحصیل گشت. 

## یادداشت
1. ↑  կենսաբանական գիտությունների դոկտոր
2. ↑  կենսաքիմիկոս
3. ↑  ուռուցքաբան
4. ↑  National Oncology Center after B. Fanarjian